# Decatur County, Kansas
Decatur County är ett administrativt område i delstaten Kansas, USA, med 2 961 invånare. Den administrativa huvudorten (county seat) är Oberlin.

## Geografi
Enligt United States Census Bureau har countyt en total area på 2 316 km². 2 314 km² av den arean är land och 2 km² är vatten.

### Angränsande countyn
- Red Willow County, Nebraska - nord
- Furnas County, Nebraska - nordost
- Norton County - öst
- Sheridan County - syd
- Thomas County - sydväst
- Rawlins County - väst

### Städer och samhällen
- Clayton (delvis i Norton County)
- Dresden
- Jennings
- Norcatur
- Oberlin (huvudort)